# Герб Пензы (1964)
Старый герб города Пензы.
В дни подготовки к празднованию 300-летия Пензы был объявлен конкурс на лучший проект герба. Было подано свыше ста предложений, рисунков и эскизов с различными вариантами.
В 1964 году победителем конкурса на лучший проект была признана группа авторов в составе заслуженного деятеля искусств РСФСР А. А. Оя, скульптора А. А. Фомина, художников Ю. И. Ромашкова и П. С. Аниськина.
Из статьи «Символ новой Пензы» в газете «Пензенская правда» 4 ноября 1964 года:
«В соответствии с условиями конкурса этой группе авторов за эскизы под девизами „Ласточка“ и „Анкеры“ присуждена первая премия в сумме 200 рублей и за эскизы под девизом „Колос“ — 150 рублей.
На белом поле в центре щита — быстрокрылая ласточка в стремительном полёте. Эта птица, молниеносно проносящаяся над землёй, любит простор и высоту. С нею связано наше представление о высоких скоростях, устремлении вперёд и ввысь. И разве не таков характер нашего города, стремительными темпами умножающего свою индустриальную мощь!
Пензенские часы, показывающие быстротекущее время… Дизели, с которыми корабли бороздят океанские просторы… Вычислительно-электронные машины, помогающие человеку обгонять время и покорять природу… Мощные аппараты, ускоряющие сложные химические процессы… И многое, многое другое, что даёт промышленность Пензы, служит тому, чтобы убыстрять темпы нашего движения…»
Из статьи «Визитная карточка Пензы» директора областного госархива В.Година в газете «Пензенская правда» 4 сентября 1977 года:
«Эмблема Пензы нашла своё воплощение в форме щита. Это как бы напоминает о том, что город, возникший в XVII веке являлся щитом русского государства на его юго-восточных окраинах. В Верней части щита расположена сине-красная полоса с изображением серпа и молота. Эти детали символизируют Государственный герб РСФСР и напоминают о том, что Пенза входит в многомиллионную семью народов Российской Федерации. В центре белого поля щита изображена быстрокрылая ласточка в стремительном полёте. Она как бы олицетворяет движение вперёд, подчёркивая наш советский темп жизни.
И ещё одна важная деталь. Ласточка летит на фоне тонкого золотого ободка. Это — схематическое изображение зубчатого колеса, символизирующего собой технику, индустриальный, технический характер сегодняшней Пензы.
В новом гербе Пензы нашли своё отражение и элементы старого герба. Это три снопа, перевитые лентой. Они как бы подчёркивают преемственность в основных направлениях сельского хозяйства области.
Интересно отметить, что герб нашего города был разработан и утверждён одним из первых среди новых гербов Российской Федерации.»
Статья «Символ новой Пензы» в газете «Пензенская правда» 4 ноября 1964 года.
Статья «Визитная карточка Пензы» директора областного госархива В. С. Година в газете «Пензенская правда» 4 сентября 1977 года.